# Dolinka pod Kołem

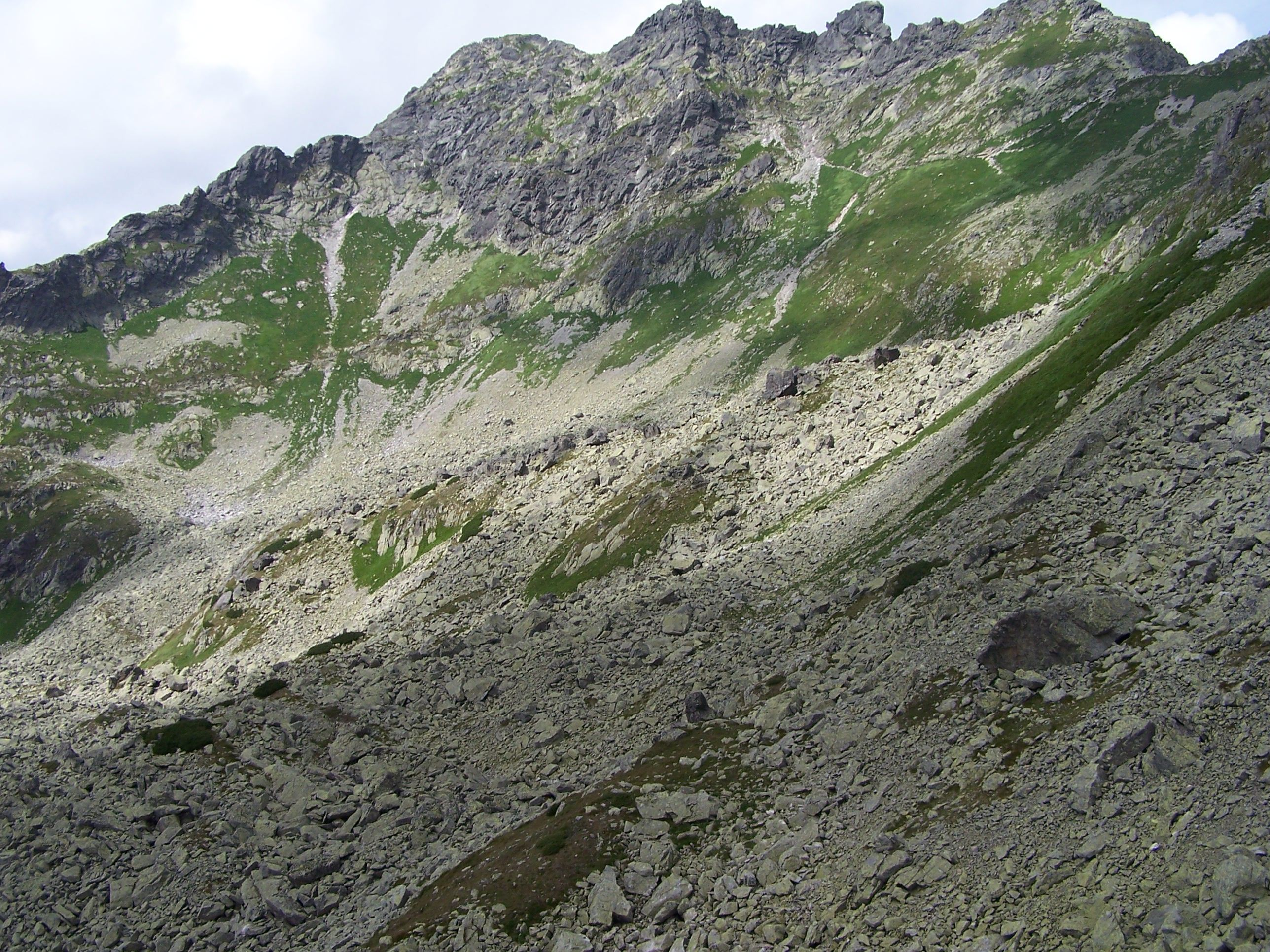
Górna część Dolinki pod Kołem. Ponad nią Świnica, Gąsienicowa Turnia, Zawratowa Turnia

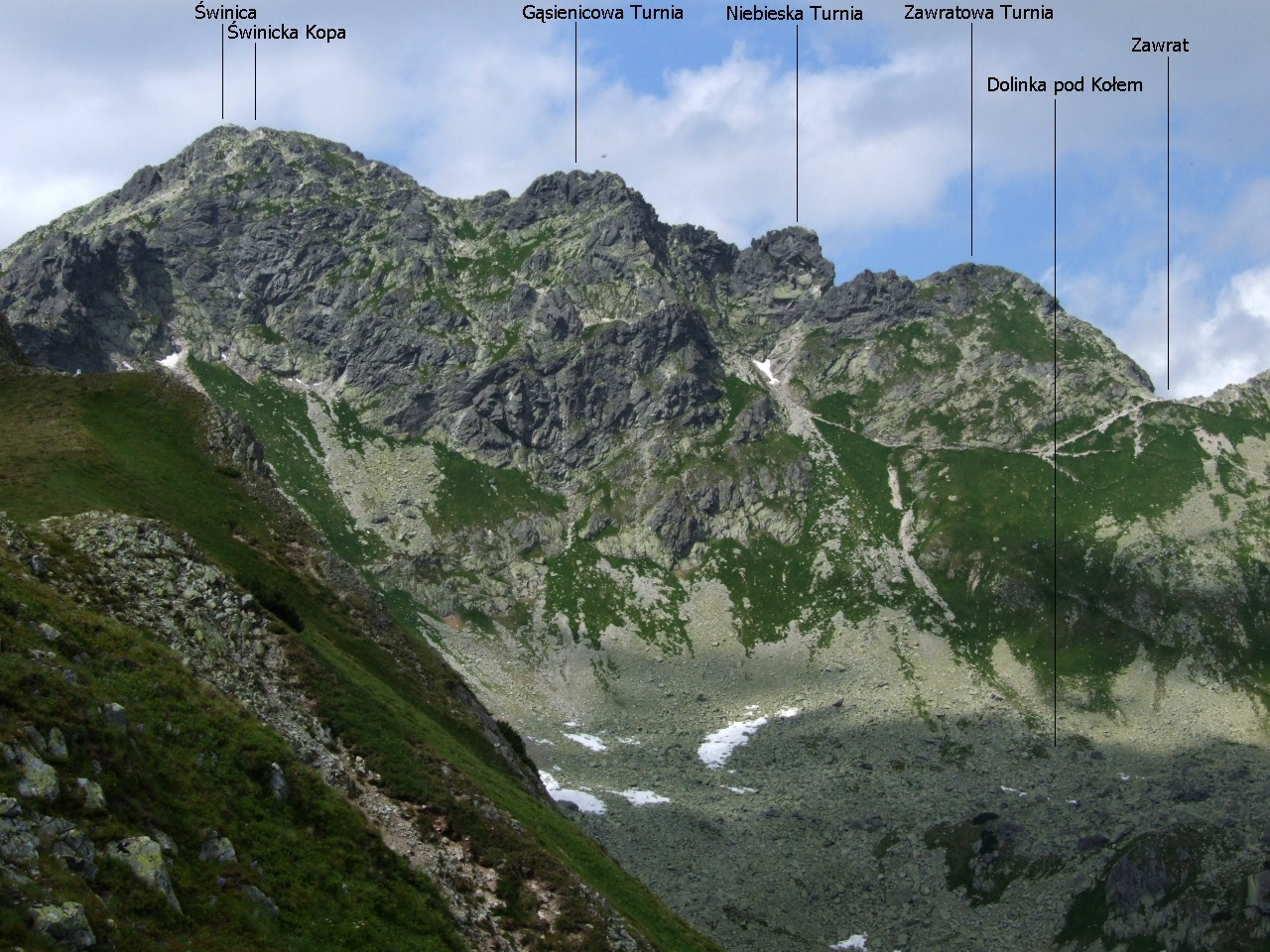
Widok z Gładkiej Przełęczy

Dolinka pod Kołem – mała dolinka w Tatrach Wysokich, stanowiąca górne piętro Doliny Pięciu Stawów Polskich, utworzona przez dwupoziomowy cyrk lodowcowy. Jej nazwa pochodzi od dużego upłazu zwanego Kołem znajdującego się u podnóży Świnicy.

## Opis doliny
Dolinkę otaczają od strony zachodniej zbocza grani głównej od Walentkowego Wierchu (2156 m n.p.m.) do Świnicy (2301 m), a od północy wschodnia grań Świnicy do Zawratowej Turni (2247 m). Dalej granią od Zawratu prowadzi Orla Perć do Małego Koziego Wierchu (2228 m), stamtąd zaś od niej odchodzi boczna grań Kołowej Czuby (2105 m) – grań ta rozdziela Dolinkę pod Kołem i Dolinkę Pustą.
Na dnie karu, wśród licznych głazów, pamiątek po zlodowaceniu, położony jest Zadni Staw (1890 m), a na południowy wschód (poniżej Gładkiej Przełęczy) znajduje się Wole Oko (1867 m). Misa Zadniego Stawu zamknięta jest ryglem skalnym, na którym leży nietypowo skośnie ułożony wał moreny czołowej, sięgający 15 m wysokości. Zadni Staw i Wole Oko łączy niewielki potok. Oba te jeziora wypełniają niższy poziom kotła lodowcowego, poziom wyższy utworzony jest natomiast przez spłaszczenie na wysokości 1950–1990 m. Oprócz mis Zadniego Stawu i Wolego Oka w dolinie znajduje się wiele mniejszych zagłębień utworzonych u schyłku zlodowacenia po wytopieniu się brył martwego lodu. Część z nich wypełniona jest okresowo wodą. Wielkie (do 15 m średnicy) bloki skalne po wschodniej stronie Zadniego Stawu pochodzą z obrywów skalnych w obrębie masywu Kołowej Czuby, jakie miały miejsce u schyłku plejstocenu. Dzięki temu, że spadły one na powierzchnię topniejącego lodowca, uniknęły rozbicia na mniejsze fragmenty. Do głównej części Doliny Pięciu Stawów Polskich opada z Dolinki pod Kołem niezbyt stromy próg o wysokości 100 m.
Zdaniem niektórych badaczy (m.in. Stanisława Lencewicza) przed epoką lodowcową Dolinka pod Kołem należała do systemu Doliny Cichej, a grań główna Tatr przebiegała przez Kołową Czubę. Według Mieczysława Klimaszewskiego jest to pogląd nieuzasadniony, a w rzeczywistości było przeciwnie – pierwotna Dolina Roztoki rozpoczynała się pod szczytem Wielkiej Kopy Koprowej (2052 m). Dowodem na to ma być obniżenie Gładkiej Przełęczy (1994 m) oraz ukształtowanie górnej części Doliny Cichej.

## Szlaki turystyczne
z Doliny Pięciu Stawów Polskich na przełęcz Zawrat – jeden ze skrajnych punktów Orlej Perci, dający też możliwość przejścia do Doliny Gąsienicowej. Czas przejścia ze schroniska w Dolinie Pięciu Stawów na Zawrat: 1:40 h, ↓ 1:30 h.